# Raymond Kwok

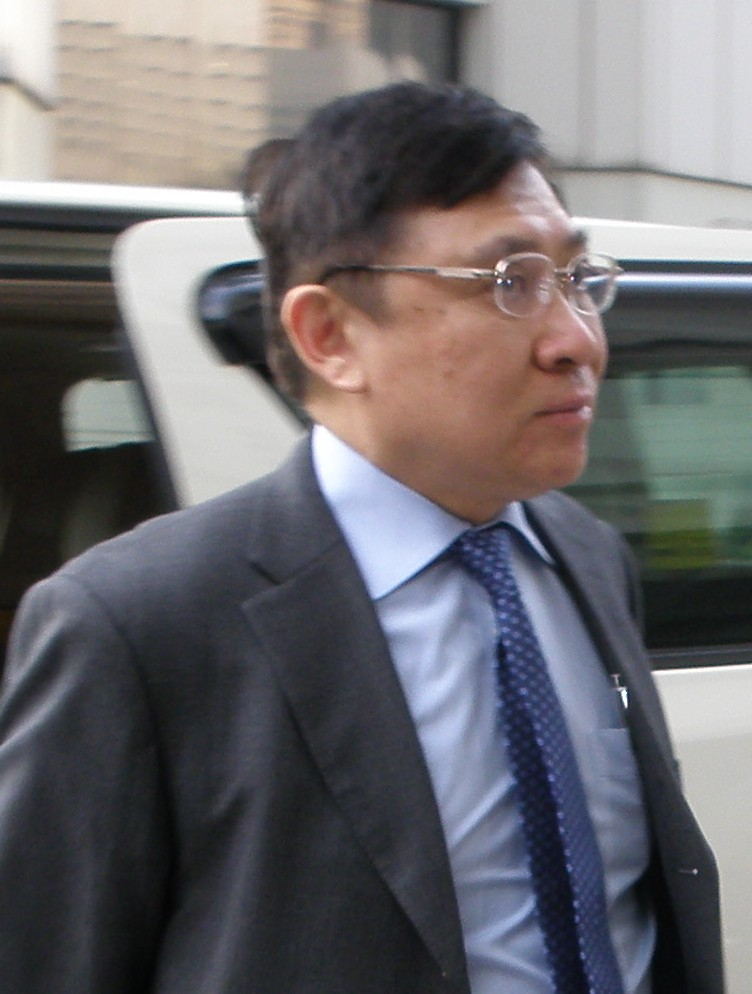
Raymond Kwok Ping-Luen, 2014

Raymond Kwok (chinesisch 郭炳聯 / 郭炳联, Pinyin Guō Bǐnglián, Jyutping Gwok3 Bing2lyun4, kantonesisch Kwok Ping-luen; * 1952 in Hongkong) ist ein chinesischer Unternehmer und Miteigentümer von Sun Hung Kai Properties.

## Leben
Raymond Kwok ist der jüngste Sohn des Unternehmers Kwok Tak Seng. Raymond Kwok studierte an der Cambridge University und an der Harvard Business School. Gemeinsam mit seinen Brüdern Walter Kwok und Thomas Kwok leitet er das chinesische Immobilienunternehmen Sun Hung Kai Properties. Nach Angaben des US-amerikanischen Forbes Magazine gehört Kwok zu den reichsten Chinesen und ist in The World’s Billionaires gelistet. Zusammen mit seinen Brüdern ist er laut der Forbes-Liste der Milliardäre mit einem Vermögen von 19,9 Mrd. US-Dollar im Jahre 2008 auf Platz 23 der reichsten Personen der Welt.